# Departamento Federal das Finanças
O Departamento Federal das Finanças é um dos sete departamentos do Conselho Federal Suíço, o DFF.
Como o seu nome indica, este departamento ocupa-se de tudo que se relaciona com as finanças da confederação realizando e planificando as decisões do Conselho Federal no  domínio das finanças, pessoal, construção e informática. 
Entre outros objectivos está particularmente interessado no equilíbrio do orçamento federal, a estabilidade da praça financeira, tornar atractivo e reforçar a sua posição e influência no contexto internacional. 

## Serviços
- Secretariado geral
- Questões financeiras internacinais
- Administração federal das finanças
- Administração federal das fronteiras
- Regulamentação do álcool
- Escritório federal de informática e telecomunicações
- Escritório federal das construções e logística